# Лобанов, Аркадий Васильевич
Аркадий Васильевич Лобанов (17 января 1901, Березники — 1983, Москва) — советский живописец, график, сценограф.

## Биография
Родился в городе Березники Пермской губернии.
Учился в начальной школе и гимназии в Соликамске, затем — в Казанской художественной школе в течение 3 лет (1915—1918). Три года прослужил в Красной армии.
В 1925 году приехал в Москву. Посещал Центральные художественные курсы АХРР (1925—1928). Писал тематические картины, пейзажи, портреты. Участник выставок с 1918 г. Жил в и работал в городке художников на улице Верхняя Масловка.
В годы Великой Отечественной войны находился в эвакуации в Чебоксарах. Был в лагерях.
Член ОМАХР и Российской Ассоциации пролетарских художников (1931—1932). Член и экспонент АХР (1929, 1931). Участвовал в выставках: «Жизнь и быт детей Советского Союза» (1929), «Искусство третьего, решающего года пятилетки» (1931), «Плакат на службе пятилетки» (1932), «Оборонная выставка Осоавиахима, посвященная XV годовщине Красной армии» (1933; отдел выставки «XV лет РККА»), московских художников (1935, 1937, 1939, 1952, 1953, 1956, 1957), московских художников в пользу фонда общественной помощи детям и женщинам героической Испании (1936), Всесоюзных художественных выставках (1947, 1955) в Москве, «Художники РСФСР за XV лет» в Ленинграде (1932), «Искусство советской России» в Филадельфии (1934), «Чувашские художники в дни Великой Отечественной войны» в Чебоксарах (1943) и других. Член МОССХ — МССХ.
Творчество представлено в ряде музейных собраний, в том числе в Государственной Третьяковской галерее, Государственном Русском музее, Чувашском государственном художественном музее.